# Bruno Yoset
Bruno Yoset (* 2. Februar 2001) ist ein uruguayischer Leichtathlet, der sich auf den Weitsprung spezialisiert hat.

## Sportliche Laufbahn
Erste internationale Erfahrungen sammelte Bruno Yoset im Jahr 2017, als er bei den Panamerikanischen-U20-Meisterschaften in Trujillo mit einer Weite von 5,98 m den 13. Platz belegte. Im Jahr darauf erreichte er bei den U18-Südamerikameisterschaften in Cuenca mit 7,08 m Rang vier und startete dann bei den Olympischen Jugendspielen in Buenos Aires und wurde dort Achter. 2019 gewann er bei den U20-Südamerikameisterschaften in Cali mit 7,20 m die Bronzemedaille und gelangte anschließend mit 7,08 m auf Rang neun bei den Panamerikanischen-U20-Meisterschaften in San José. 2021 wurde er bei den erstmals ausgetragenen Panamerikanischen Juniorenspielen in Cali mit 7,19 m Elfter und im Jahr darauf belegte er bei den U23-Südamerikameisterschaften in Cascavel mit 7,02 m Rang sieben.
2022 wurde Yoset uruguayischer Meister im Weitsprung.